# Griffin n.º 66
Griffin n.º 66 es un municipio rural canadiense situado en la provincia de Saskatchewan.

## Superficie
Griffin n.º 66 tiene una superficie de 801,27 km².

## Demografía
En 2021, tenía 430 habitantes, una densidad poblacional de 0,5 hab./km², y 189 viviendas.